# Лижно-гусеничний рушій

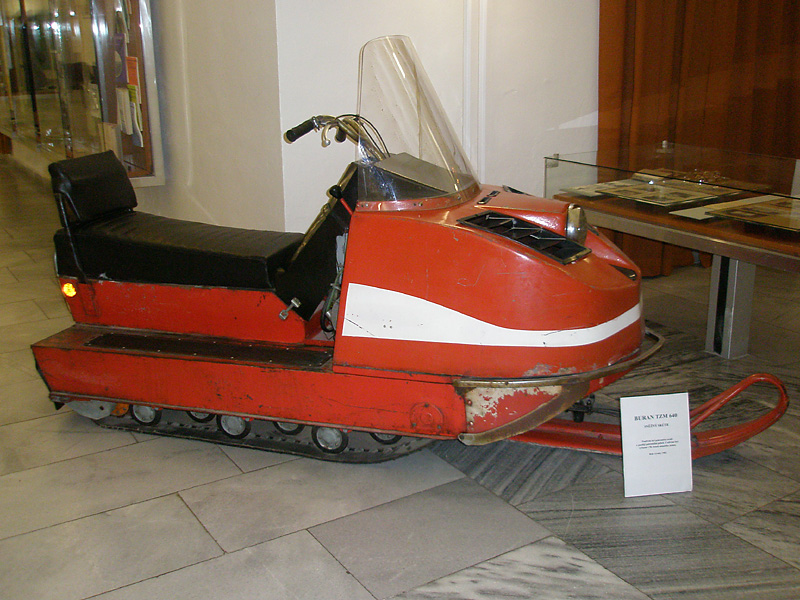
Радянський снігохід СБ-640 «Буран» — типовий транспортний засіб з лижно-гусеничним рушієм

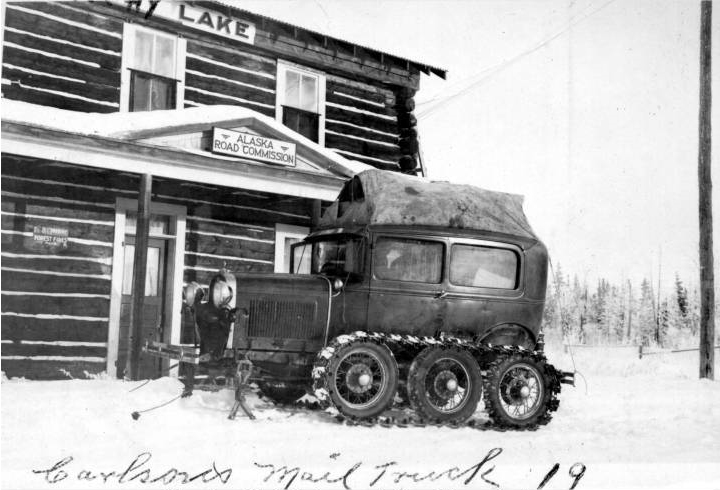
Серійний колісний автомобіль, кустарно переобладнаний на лижно-гусеничний. Аляска, 1919 рік

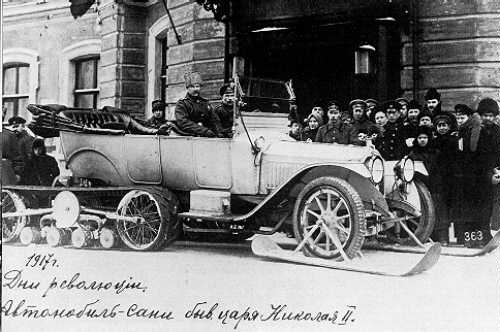
Автомобіль-сани «Packard» Миколи II, обладнаний гусеничним рушієм системи Кегреса (1917 рік). Конструкція багатьох напівгусеничних автомобілів дозволяла швидко переобладнати їхній рушій на лижно-гусеничний

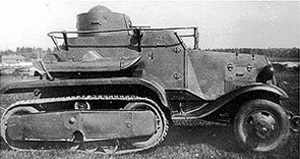
Радянський напівгусеничний бронеавтомобіль БА-30. Добре видно одну зі знімних лиж лижно-гусеничного рушія машини, закріплену на надгусеничній полиці

Лижно-гусеничний рушій — спеціалізований снігоходний рушій, що складається (за рідкісним винятком) зі встановлених окремо ведучого гусеничного рушія (як правило, заднього розташування) і однієї або декількох лиж (зазвичай переднього розташування), що забезпечують додаткову опору і маневрування. Відрізняється низьким питомим тиском, високою прохідністю і високою швидкістю під час руху по сніговому покриву, але абсолютно неефективний на інших типах поверхні й непридатний до експлуатації на них. Найбільшого поширення набув спершу на снігоходних автомобілях (досі широко застосовуваних), а згодом — також на легких снігоходах (мотонартах).
Лижно-гусеничний рушій конструктивно схожий з напівгусеничним, і можливість швидкого переобладнання напівгусеничного рушія на більш ефективний на снігу лижно-гусеничний закріпленням на колесах спеціальних знімних лиж (або їх установлення замість коліс на півосях керованого моста) передбачалася конструкцією багатьох напівгусеничних всюдиходів.

## Лижно-гусеничний рушій Неждановського
До лижно-гусеничних відносять також оригінальний рушій, розроблений радянським винахідником С. С. Неждановським. У його конструкції лижі охоплено стрічками гусеничного рушія і розташовані всередині його габариту — при цьому, завдяки спеціальній рідко ланковій будові гусениць, як і в традиційному лижно-гусеничному рушії з роздільним розташуванням гусениць і лиж, вони продовжують виконувати самостійну опорну функцію. Рушій Неждановського ще ефективніший на снігу, ніж традиційні лижно-гусеничні, але через складність і низку проблем, пов'язаних з особливостями конструкції, застосування не знайшов.
Примітно, що такий рушій, що сам по собі є лижно-гусеничним, можна використати (замість гусеничного рушія звичайної конструкції) в комбінації з лижно-гусеничним рушієм з окремо розташованими лижами (саме такий варіант реалізовано, зокрема, на дослідному снігоходному бронеавтомобілі БА-64-З).